# Distretto di Livitaca
Il distretto di Livitaca è uno degli otto distretti della provincia di Chumbivilcas, in Perù. Si trova nella regione di Cusco.